# Fricativas laterais dentais e alveolares sonoras
A fricativa lateral alveolar sonora é um tipo de som consonantal, usado em algumas línguas faladas. O símbolo no Alfabeto Fonético Internacional que representa as fricativas laterais dentais, alveolares e pós-alveolares expressas é ⟨ɮ⟩ (vezes referido como lezh), e o símbolo X-SAMPA equivalente é K\.

## Características
- Sua forma de articulação é fricativa, ou seja, produzida pela constrição do fluxo de ar por um canal estreito no local da articulação, causando turbulência.
- Seu local de articulação é alveolar, o que significa que é articulado com a ponta ou a lâmina da língua na crista alveolar, denominada respectivamente apical e laminal.
- Sua fonação é sonora, o que significa que as cordas vocais vibram durante a articulação.
- É uma consoante oral, o que significa que o ar só pode escapar pela boca.
- É uma consoante lateral, o que significa que é produzida direcionando o fluxo de ar para os lados da língua, em vez de para o meio.
- O mecanismo da corrente de ar é pulmonar, o que significa que é articulado empurrando o ar apenas com os pulmões e o diafragma, como na maioria dos sons.[2]

## Ocorrência

### Dental ou denti-alveolar
| Língua | Língua         | Palavra | AFI | Significado | Notas           |
| ------ | -------------- | ------- | --- | ----------- | --------------- |
| Amis   | Sotaque kangko |         |     |             | Interdental [ɮ̪͆] |

### Alveolar
| Língua     | Língua     | Palavra  | AFI       | Significado | Notas                                |
| ---------- | ---------- | -------- | --------- | ----------- | ------------------------------------ |
| Adyghe     | Adyghe     | къалэ    | [qaːɮa]ⓘ  | 'Cidade'    | Também pode ser pronunciado como [l] |
| Bura       | Bura       |          |           |             | Contrasta com [ɬ] e ʎ̝̊.               |
| Cabardiana | Cabardiana | блы      | [bɮə]ⓘ    | 'Sete'      | Também pode ser pronunciado como [l] |
| Ket        |            |          |           |             |                                      |
| mongol     | mongol     | долоо    | [tɔɮɔː]   | 'Sete'      | Às vezes percebido como [ɬ]          |
| Sassarês   | Sassarês   | ca l dhu | [ˈkaɮdu]ⓘ | 'quente'    |                                      |
| Tera       | Tera       | dlepti   | [ɮè̞pti]   | 'plantio'   |                                      |
| Zulu       | Zulu       | indlala  | [ínˈɮàlà] | 'fome'      |                                      |

Além disso, uma fricativa lateral alveolar sonora faringealizada [ɮˤ] foi reconstruída para ser a antiga pronúncia árabe clássica de Ḍād; a letra agora é pronunciada no árabe padrão moderno como uma parada coronal sonora faringealizada, como alveolar [dˤ] ou denti-alveolar[d̪ˤ].

## Notas

Antigo simbolo de ɮ